# Urva fusca
Urva fusca is een zoogdier uit de familie van de mangoesten (Herpestidae). De wetenschappelijke naam van de soort werd voor het eerst geldig gepubliceerd door Waterhouse in 1838.

## Voorkomen
De soort komt voor in het zuidwesten van India en Sri Lanka.